# Consulat général d'Indonésie à Nouméa
Le consulat général d'Indonésie à Nouméa est une représentation consulaire de la république d'Indonésie en France. Il est situé rue Lamartine, à Nouméa, en Nouvelle-Calédonie.